# Parafia Najświętszego Zbawiciela w Warszawie
Parafia Najświętszego Zbawiciela w Warszawie – parafia rzymskokatolicka należąca do dekanatu śródmiejskiego, archidiecezji warszawskiej, metropolii warszawskiej Kościoła katolickiego, w Warszawie. Obsługiwana przez księży archidiecezjalnych.

## Historia
Parafia została erygowana w 1911. 
Kościół wybudowany na początku XX wieku, odbudowany po zniszczeniach wojennych.
Od 2006 siedziba Sanktuarium Matki Bożej – Matki Zbawiciela.

## Duszpasterstwo
W parafii działa Duszpasterstwo Akademickie „Sandał”, wspólnoty katolickie oraz poradnia rodzinna.

## Proboszczowie parafii
- ks. prałat Roman Rembeliński (1912–1926)
- ks. prałat Marceli Nowakowski (1927–1939)
- ks. bp Wacław Majewski (1946–1983)
- ks. prałat Bronisław Piasecki (1983–2010)
- ks. prałat Tadeusz Sowa (2010–2018)
- ks. prałat Robert Strzemieczny (od 2018)